# اوتو دایلز
اوتو پل هرمان دایلز (به آلمانی: Otto Paul Hermann Diels) ‏ (۲۳ ژانویه ۱۸۷۶ – ۷ مارس ۱۹۵۴) شیمیدان آلمانی بود که در سال ۱۹۵۰ برای کشف دی‌ان‌ای های مصنوعی موفق به دریافت جایزه نوبل در شیمی شد. پدر او استاد علم زبان در دانشگاه برلین بود و خود او نیز دکترای شیمی خود را از این دانشگاه گرفت.
دایلز تا ۱۹۱۶ در دانشگاه برلین و از ۱۹۱۶ تا سال ۱۹۴۵ در دانشگاه کیل تدریس کرده‌است و دو تن از پسرانش در جنگ جهانی دوم کشته شدند.